# Garcia Martinz
Garcia Martinz (o Martins) fue un trovador del siglo XIII, activo en la corte de Alfonso X.

## Biografía
No quedan datos biográficos, este hecho, unido a la escasa producción conservada y a lo común del nombre, impiden determinar su procedencia. Por tanto, pudo ser cualquiera de los Garcia Martinz documentados, durante el siglo XIII, en Portugal, Galicia y Castilla.  

## Obra
Tan solo se conserva una tensón de amor con Pero da Ponte.